# フランク・ギャンバレ
フランク・ギャンバレ（Frank Gambale、1958年12月22日 - ）は、イタリア系オーストラリア人のジャズ・ギタリストである。キャンベラ生まれ。

## 略歴
1982年、23歳で米ハリウッドのミュージシャンズ・インスティチュート（GIT）に入学。卒業とともに同校で講師を務めつつ、周辺のジャズクラブなどでも演奏活動を続ける。1986年にチック・コリア・エレクトリック・バンドに参加したことで一躍名を挙げる。また、ジェフ・バーリン、ジャン＝リュック・ポンティらとの共演でも知られている。アラン・ホールズワースとの共演盤にも参加している。
彼が有名になったのは彼が発案した奏法であるスピード・ピッキング（エコノミー・ピッキング）によるところが大きい。この奏法はアルペジオやスケール演奏時に隣接する弦へ移動する際、上への場合はアップ、下への場合はダウンと二つの音を短く切り、それを一回のピッキング動作で行うテクニックである。文章にしてしまうと単純な事に思えてしまうが、本人も語っているとおりこの奏法の難易度は非常に高い。彼がリスペクトされ、この奏法の第一人者とされる所以である。彼のスウィープ・ピッキングのテクニックは、イングヴェイ・マルムスティーンを代表とする近代のネオ・クラシカル・ギタリストの追随を許さないほど正確無比なものであり、スウィープ・ピッキングを極めた一人としてギター雑誌などで取り上げられることが多い。

## ディスコグラフィ

### ソロ・アルバム
- 『ブレイヴ・ニュー・ギター』 - Brave New Guitar (1985年)
- 『ア・プレゼント・フォー・ザ・フューチャー』 - A Present for the Future (1987年)
- 『ライブ!』 - Live! (1989年)
- 『サンダー・フロム・ダウン・アンダー』 - Thunder from Down Under (1990年)
- 『ノート・ワーカー』 - Note Worker (1991年)
- 『ギター・サンダーワールド』 - The Great Explorers (1993年)
- 『パッセージ』 - Passages (1994年)
- 『シンキング・アウト・ラウド』 - Thinking Out Loud (1995年)
- 『FAVORED NATIONS - カミング・トゥ・ユア・センシーズ』 - Coming to Your Senses (2000年)
- Resident Alien - Live Bootlegs (2001年)
- Absolutely Live - in Poland (2002年)
- Raison D'être (2004年)
- Natural High (2006年)
- Made in Australia (2007年) ※with ヴァージル・ドナティ、リック・フィエラブラッチ
- Natural Selection (2010年)
- Soulmine (2012年) ※featuring Boca
- Salve (2018年)

### 参加アルバム
マウリツィオ・コロンナ
- Imagery Suite (2000年) ※別タイトル『Playgame』
- Live (2005年)
- Bon Voyage (2007年)

チック・コリア・エレクトリック・バンド
- 『ライト・イヤーズ』 - Light Years (1987年)
- 『アイ・オブ・ザ・ビホルダー』 - Eye of the Beholder (1988年)
- 『インサイド・アウト』 - Inside Out (1990年)
- 『ビニース・ザ・マスク』 - Beneath the Mask (1991年)
- 『グレイト・アーティスツ・ミート・ウェスト・サイド・ストーリー』 - The Songs of West Side Story (1996年) ※オムニバス。Steve Vai's Monsters & Chick Corea's Elektric Band名義で参加
- 『トゥ・ザ・スターズ』 - To the Stars (2004年)
- 『ライヴ・アット・モントルー2004』 - Chick Corea Elektric Band – Live at Montreux (2004年) ※DVD

GHS (with スチュアート・ハム&スティーヴ・スミス)
- Show Me What You Can Do (1998年)
- The Light Beyond (2000年)
- 『GHS 3』 - GHS 3 (2002年)

マーク・バーニー・プロジェクト
- 『トゥルース・イン・シュレッディング』 - Truth in Shredding (1990年) ※with アラン・ホールズワース
- 『セントリフューガル・ファンク』 - Centrifugal Funk (1991年) ※with ブレット・ガースド、ショーン・レイン

ヴァイタル・インフォメーション
- Fiafiaga (1988年)
- Vital Live (1991年)
- Easier Done Than Said (1992年)
- Ray of Hope (1996年)
- Where We Come From (1998年)
- Live Around the World (2000年)
- Live from Mars (2000年)
- Show 'em Where You Live (2002年)
- Come on In (2004年)

リターン・トゥ・フォーエヴァー
- 『ザ・マザーシップ・リターンズ』 - The Mothership Returns (2012年)